# Holocaust a Letònia

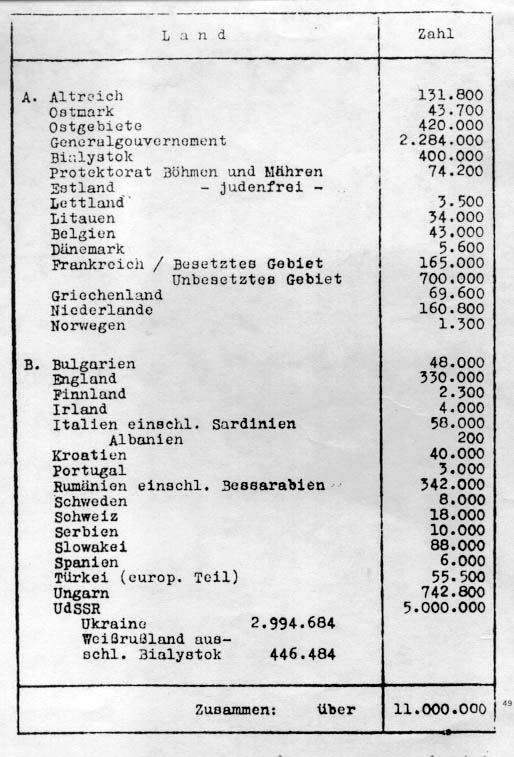
Prova documental presentada a la Conferència de Wannsee (planificació Holocaust), el 20 de gener de 1942, que mostra als 3500 jueus que van sobreviure a Letònia d'uns 60000 que havien al país en el moment de la presa del poder nazi.

El Holocaust a Letònia es refereix als crims comesos pels nazis i els seus col·laboradors durant l'Ocupació de Letònia per l'Alemanya nazi.

## L'ofensiva alemanya
L'exèrcit alemany va travessar la frontera soviètica durant el matí del 22 de juny de 1941, en diversos fronts que es distribuïen des d'Hongria fins a la mar Bàltica. L'exèrcit avançava ràpidament sobre Lituània cap a Daugavpils i d'altres punts estratègics de Letònia. L'estat policíac que mantenien els nazis als països que envaïen incloïa una organització nomenada Servei de Seguretat (en alemany: Sicherheitsdienst), en general anomenat SD.

### El SD a Letònia
Abans de la invasió, el SD en va organitzar quatre «Unitats d'Assignació Especial», conegudes pel seu nom en alemany, Einsatzgruppen. El nom d'aquestes unitats és un eufemisme, ja que el seu propòsit era matar un gran nombre de persones a les quals els nazis consideraven «indesitjables». En aquest grup incloïen els comunistes, els malalts mentals, els gitanos i sobretot, els jueus. Seguien molt de prop als exèrcits alemanys, la seva presència a Letònia la van establir en pocs dies, i de vegades, s'establien hores després de l'ocupació d'una zona determinada d'un país per la Wehrmacht.

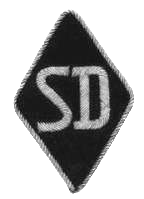
Insígnia de màniga d'oficial del Sicherheitsdienst (SD)

El SD a Letònia pot ser distingit en fotografies i descripcions pels seus uniformes: el negre total de la SS va ser usat molt poques vegades, en lloc de l'habitual uniforme de la Wehrmacht de color gris amb detalls negres. Van vestir una camisa de color groguenc, amb el pegat «SD» a la màniga esquerra, i el símbol del Calavera de la mort (Totenkopf) a les seves capes. El SD no portava el símbol de la doble SS runa al coll, però en lloc seu portaven qualsevol calavera de la mort o les inicials, «SD».
El primer SD es va establir a Letònia a través de l'Einsatzgruppe A, el qual es va subdividir en altres unitats que van ser anomenades Einsatzkommandos 1a, 1b, 2 i 3. Com la línia de l'est se'n va traslladar encara més cap a l'est, l'Einsatzgruppe A va sortir de Letònia, romanent en el país només unes poques setmanes, després que les seves funcions fossin adoptades per la SD, sota l'autoritat del Kommandant der Sicherheitspolizei und SD, per regla general, el significat de les sigles en alemany de KdS. El KdS rebia les ordres tant de l'Oficina Central de Seguretat del Reich o RSHA, com de la Befehlshaber der Sicherheitspolizei und des SD, or BdS. La KdS i la BdS estaven subordinats a l'Alt Comandament de la SS i al Comandant de la Policia (Höherer SS-und Polizeiführer), or HPSSF. Les línies d'autoritat se superposaven i eren ambigües. La part oriental de Letònia, incloent Daugavpils i la regió històrica de Letgàlia, va ser assignada a Einsatzkommandos 1b i el 3. L'EK 1b va tenir de 50 a 60 homes i va ser comandat per Erich Ehrlinger.

### Els assassinats comencen amb la invasió

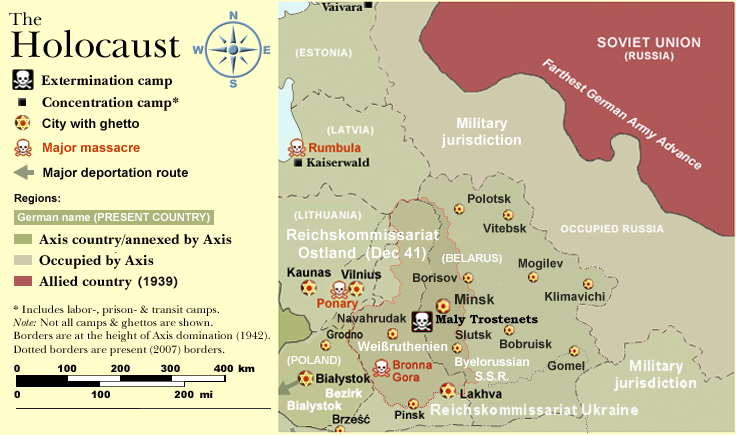
Holocaust a Reichskommissariat Ostland (el «Territori de l'Est»), que inclou a Letònia.

A Letònia, l'Holocaust va començar a la nit del 23 i del 24 de juny de 1941, quan al cementiri de Grobiņa els assassins de la SD van matar sis jueus locals, entre ells al farmacèutic de la ciutat. Els dies següents van ser exterminats a Durbe, Priekule i Asīte 35 jueus.
El 29 de juny els invasors nazis van començar a formar la primera Policia auxiliar letona a Jelgava. Mārtiņš Vagulāns, membre del Pērkonkrusts, va ser escollit per dirigir l'organització. A l'estiu de 1941, 300 homes de la unitat van prendre part en l'extermini a la ratlla de 2000 jueus a Jelgava i d'altres llocs de la regió de Zemgale. L'assassinat va ser supervisat pels oficials de la SD Rudolf Batz i Alfred Becu, els quals van involucrar els de la SS dels Einsatzgruppen en l'acció.
La principal sinagoga de Jelgava va ser incendiada a través d'un esforç conjunt. Després de la invasió de Riga, Walter Stahlecker, assistit pels membres de Perkonkrusts i d'altres col·laboradors locals, va organitzar el pogrom de jueus a la capital de Letònia. Viktors Arājs, de 31 anys en el moment, ex membre del Perkonkrusts i membre d'una fraternitat d'estudiants, va ser nomenat director executor de l'acció amb la unitat especial coneguda com a Sonderkommando Arājs.